# École normale supérieure de Saint-Cloud
Pour les articles homonymes, voir École normale supérieure (France).
L'École normale supérieure de Saint-Cloud, créée en 1882, est un ancien établissement d'enseignement supérieur réservé aux garçons et d'abord destiné à la formation des professeurs des écoles normales d'instituteurs. Dès le début des années 1950, cependant, elle est autorisée à préparer à l'agrégation. En 1981, la mixité est introduite. Puis en 1986, l'établissement se spécialise dans l'enseignement des sciences (l'enseignement des lettres et des sciences humaines étant attribué à l'école normale supérieure de Fontenay-Saint-Cloud), et est déplacé dans le quartier de Gerland, devenant l'École normale supérieure de Lyon.

## Histoire
Près d'un siècle après la création de l'École normale (aujourd'hui installée rue d'Ulm à Paris), Jules Ferry crée les Écoles normales supérieures de l'enseignement primaire de Fontenay-aux-Roses pour les jeunes filles (1880) puis de Saint-Cloud pour les garçons (1882). Elles sont toutes les deux situées en région parisienne, l'une dans les communs du Domaine national du parc de Saint-Cloud (Pavillon de Valois), plus tard avec des annexes dites « Latouche » et « Pozzo » (du nom des rues Latouche et Pozzo di Borgo où se trouvaient les bâtiments), l'autre dans un « Port-Royal laïque » construit par un disciple de Labrouste. Avant la fusion et le transfert des écoles, les élèves de l'école de Saint-Cloud étaient surnommés « Cloutiers », alors que ceux qui préparaient le concours d'entrée s'appelaient les « cloutards ». Les jeunes filles étaient connues sous le nom de « Fontenaisiennes ».
Aux lendemains du premier conflit mondial, l'Amicale des anciens élèves érige un monument aux morts. Ce monument se trouve aujourd'hui à l'École normale supérieure de Lyon.
Ces écoles ont d'abord pour mission de former les professeurs des écoles normales d'instituteurs et des écoles primaires supérieures, ainsi que les inspecteurs de l'enseignement primaire. Sous Vichy, les écoles prennent le nom d'Écoles nationales préparatoires à l'enseignement dans les collèges, puis, à la Libération, celui d'Écoles normales supérieures préparatoires à l'enseignement du second degré.
En 1954, les élèves-professeurs sont fonctionnarisés, en même temps que ceux des autres ENS, sous l'impulsion du ministre de l'Éducation nationale André Marie. Depuis le début des années 1950, ces écoles étaient autorisées à préparer l'agrégation[réf. souhaitée], puis, en 1966, leur régime fut tardivement aligné sur celui de la rue d'Ulm, et elles purent officiellement préparer leurs élèves à l'enseignement supérieur. En 1976, la restructuration de toutes les ENS fut décidée et certaines sections littéraires de l'École normale supérieure de l'enseignement technique furent déplacées à Saint-Cloud et à Fontenay-au-Roses. Elles devinrent mixtes en 1981.
Au 10 juillet 1987, l'École se scinde disciplinairement et géographiquement, conduisant à la fin de l'établissement sous la forme et le nom connus jusqu'alors. Le décret du 24 juillet 1985 dispose en effet que « les deux Écoles normales supérieures de Fontenay-aux-Roses et de Saint-Cloud seront dissoutes à la date du 10 juillet 1987 ». L'ensemble des sections scientifiques des deux ÉNS dissoutes quitte Paris pour être installé à Lyon, sur le campus de Gerland et forme la nouvelle École normale supérieure de Lyon. L'ensemble des sections littéraires des deux précédentes ÉNS forme la nouvelle École normale supérieure de Fontenay-Saint-Cloud.

## Direction
- Édouard-Auguste Jacoulet (1882-1899) ;
- Albert Pierre (1900-1909) ;
- Victor Bonnaric (1909-1926) ;
- Pierre-Félix Pécaut (1926-1935) ;
- Oscar Auriac (1935-1942) ;
- René Georgin (1942-1946) ;
- René Vettier (1946-1957) ;
- Roger Ulrich (pl) (1957-1965) ;
- Jacques Butterlin (1966-1977) ;
- Francis Dubus (1977-1985).